# 경산 환성사 수월관
경산 환성사 수월관(慶山 環城寺 水月觀)은 대한민국 경상북도 경산시 하양읍 사기리, 환성사에 있는 조선시대의 건축물이다. 2013년 10월 21일 경상북도의 문화재자료 제615호로 지정되었다.

## 개요
경산 환성사 수월관은 조선후기 이후의 건축 이력을 갖고 있으며 적어도 19세기 중반에는 분명히 존재하고 있었음이 확인된다. 지금의 건물이 언제의 모습인지는 분명하지 않으나 비교적 긴 이력을 갖고 있고, 환성사의 중요한 건물이며 도괴의 위험이 있는 것으로 판단되며, 문화재자료로 지정하여 사찰건축 문화유산으로 남기고자 한다.

## 참고 자료
- 경산 환성사 수월관 - 국가유산청 국가유산포털